# Drepanocladus arnellii
Drepanocladus arnellii là một loài Rêu trong họ Amblystegiaceae. Loài này được (Sanio) G. Roth mô tả khoa học đầu tiên năm 1908.